# Jānis Bebris
Jānis Bebris (* 28. Juli 1917 in Rybinsk; † 2. Mai 1969 in Dover, USA) war ein lettischer Fußball- sowie Eishockeyspieler.
Bebris spielte in Lettland für Union Riga, Rigas Vilki und Riga RDKA. Nach dem Zweiten Weltkrieg spielte er in Deutschland zwei Saisons beim TSV Schwaben Augsburg. Von dort ging er nach Frankreich zu RC Strasbourg. Dort beendete er seine Karriere. Für die Nationalmannschaft Lettlands absolvierte er zwischen 1935 und 1940 insgesamt 21 Länderspiele.
- 1934–1935: Unions Riga
- 1936–1940: Riga Vanderer (später Rigas Vilki)
- 1941: Riga RDKA
- 1946/47 – 1947/48: TSV Schwaben Augsburg (53/0)
- 1948/49 – 1949/50: RC Strasbourg (18/0)